# Rock Allen
Rock Allen (* 5. September 1981 in Philadelphia) ist ein US-amerikanischer Boxer.

## Amateurkarriere
Er wurde 1999 US-amerikanischer Juniorenmeister im Leichtgewicht, 2000 US-amerikanischer Meister im Leichtgewicht, 2001 und 2002 US-amerikanischer Meister im Halbweltergewicht, sowie 2003 US-amerikanischer Vizemeister im Halbweltergewicht. Zudem ist er Gewinner der US-Junior Olympics 1998 und des Junior Olympic International Tournament 1998 in Mexiko, wo er im Finale durch einen Walkover-Ausstieg von Baqtijar Artajew zum Sieger gekürt wurde. 2002 gewann er die US-Challenge im Halbweltergewicht, wobei er im Halbfinale Chad Aquino und im Finale Lamont Peterson bezwang. 2003 konnte er das Juan Evangelista Venegas Turnier in Puerto Rico, sowie die Police Athletic League’s gewinnen, wo er u. a. Devon Alexander besiegte.
Zu seinen weiteren Erfolgen zählen ein zweiter Platz bei den Police Athletic League’s 1993 und 1999, ein dritter Platz beim Junior Olympic International Tournament 1997, ein dritter Platz bei den US-amerikanischen Juniorenmeisterschaften 1998 und ein dritter Platz bei den Police Athletic League’s 2001 (Niederlage gegen Andre Dirrell).
2002 wurde er im Halbweltergewicht beim 9. Weltcup in Kasachstan eingesetzt, wo er jedoch seine beiden Kämpfe gegen Manus Boonjumnong aus Thailand und den Rumänen Ionuț Dan Ion verlor.
2004 konnte er sich für die 28. Olympischen Sommerspiele in Athen qualifizieren. Er besiegte dabei in der nationalen Ausscheidung zweimal Lamont Peterson sowie Lorenzo Reynolds und Devon Alexander. Bei der amerikanischen Ausscheidung bezwang er zudem u. a. Marcos Maidana aus Argentinien und Breidis Prescott aus Kolumbien. Bei den Spielen selbst, verlor er jedoch bereits seinen ersten Kampf gegen den späteren Bronzemedaillengewinner Boris Georgiew aus Bulgarien.

## Profikarriere
2005 wechselte er unter dem Promoter Golden Boy Promotions ins Profilager und gewann bis April 2009 jeden seiner 15 Profikämpfe, davon sieben durch Knockout. Er kämpfte dabei zehnmal gegen Gegner mit positiver Kampfbilanz.
Im Juni 2011 waren Rock und sein Zwillingsbruder Tiger auf der Pennsylvania Route 309 im Montgomery County in einen Verkehrsunfall verwickelt, bei dem sie lebensgefährlich verletzt wurden. Beide bestritten seitdem keinen Kampf mehr.

## Familie
Sein Zwillingsbruder Tiger, sein Bruder Bear und seine Cousins Karl und Mike Dargan waren bzw. sind ebenfalls Boxer. Sein Vater Nazim ist Boxtrainer und betreute bereits Weltmeister wie Bernard Hopkins, Steve Cunningham und Shane Mosley.